# Ставиша
Стави́ша (пол. Stawisza) — лемківське село в Польщі, у гміні Устя-Горлицьке Горлицького повіту Малопольського воєводства. Населення — 233 особи (2011).

## Географія
Село розташоване в Низьких Бескидах, над річкою Ставишанкою, правою притокою Білої.

## Історія

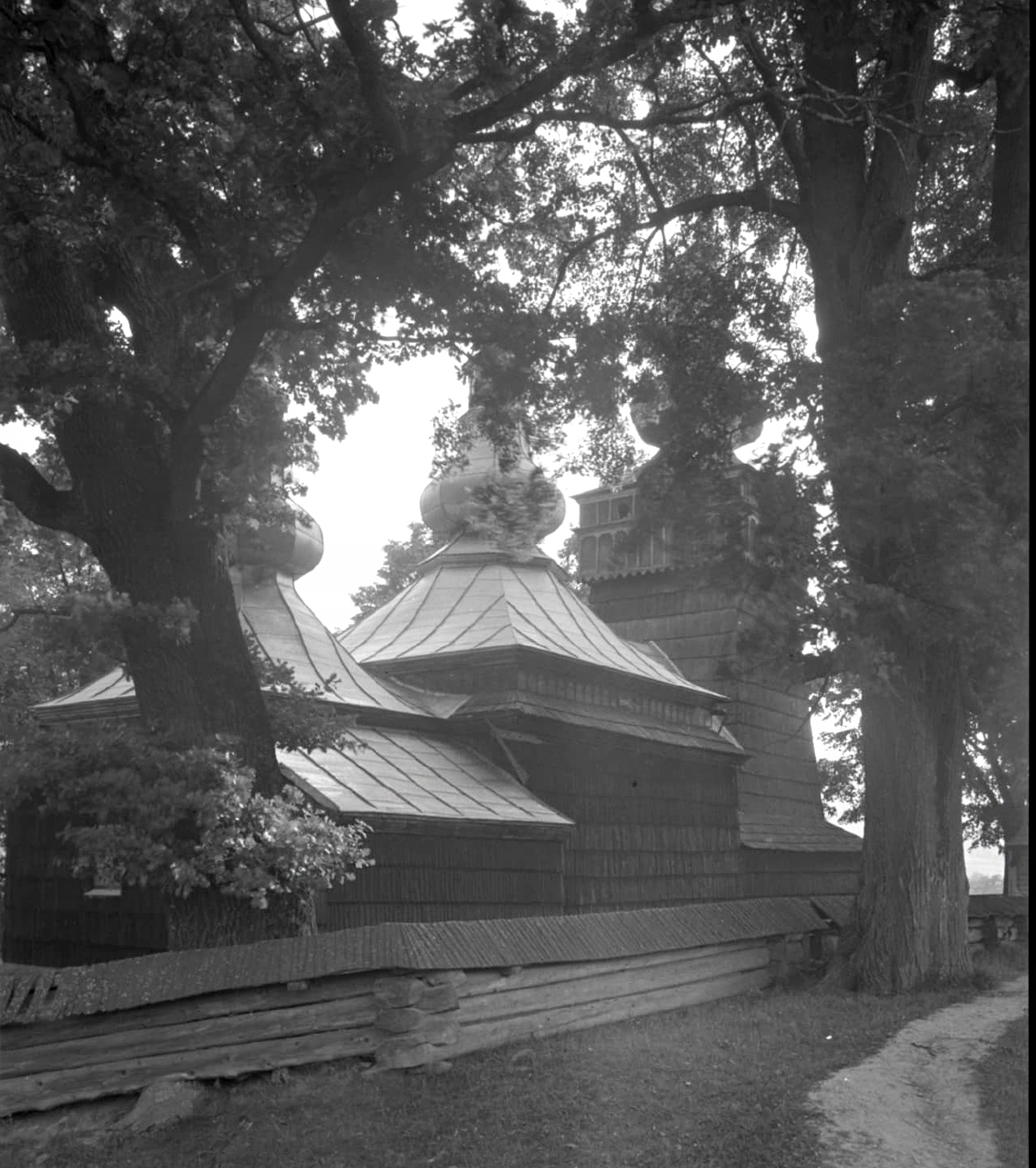
Не існуюча греко-католицька церква святого Димитрія у селі Ставиша. Споруджена у 1818 р., зруйнована у 1966 р.

Перша згадка про село датується 1571 роком, коли краківський римо-католицький єпископ Францішек Красінський видав привілей на закріпачення села. Дата заснування парохії невідома. Метричні книги провадились від 1777 р. Наприкінці XVIII ст. Ставиша була приєднана як вікарія до парохії в Снітниці, яка належала до Грибівського деканату. В селі була дерев'яна церква св. Вмч. Димитрія, збудована в 1818 р., на місці спаленої церкви в 1970-х роках збудовано костел. Майже 300 років у селі працювала гута скла.
До 1945 року було чисто лемківське населення: з 590 жителів села — усі 590 українці.
В 1945 р. частина українців виїхала в СРСР, а решта 12 червня 1947 р. в результаті операції Вісла була депортована на понімецькі землі. На місце українців були поселені поляки.
У 1975—1998 роках село належало до Новосондецького воєводства.

## Демографія
Демографічна структура станом на 31 березня 2011 року:
|          | Загалом | Допрацездатний вік | Працездатний вік | Постпрацездатний вік |
| -------- | ------- | ------------------ | ---------------- | -------------------- |
| Чоловіки | 108     | 35                 | 70               | 3                    |
| Жінки    | 125     | 45                 | 66               | 14                   |
| Разом    | 233     | 80                 | 136              | 17                   |